# Lelle
A Lelle magyar eredetű női név, eredetileg a Lél férfinév alakváltozata, de az újkorban női névként újították fel.

## Gyakorisága
Az 1990-es években szórványos név, a 2000-es években nem szerepel a 100 leggyakoribb női név között.

## Névnapok
- október 16.[2]